# Faux-Lucquy
Faux-Lucquy est une ancienne commune française, située dans le département des Ardennes en région Grand Est.

## Histoire
La commune a existé de 1828 à 1871.
Elle a été créée en 1828 par la fusion des communes de Faux et de Lucquy. 
En 1871 elle a été supprimée et les deux communes constituantes ont été rétablies.

## Administration
| Période                                  | Période | Identité | Étiquette | Qualité |
| ---------------------------------------- | ------- | -------- | --------- | ------- |
| Les données manquantes sont à compléter. |         |          |           |         |
|                                          |         |          |           |         |

## Démographie
| 1831 | 1836 | 1841 | 1846 | 1851 | 1856 | 1861 | 1866 |
| ---- | ---- | ---- | ---- | ---- | ---- | ---- | ---- |
| 375  | 374  | 343  | 348  | 331  | lac. | lac. | 337  |